# Darin (chanteur)
Pour les articles homonymes, voir Darin.
Darin Zanyar, plus connu sous le nom de Darin, est un chanteur suédois d'origine kurde né le 2 juin 1987 à Stockholm.

## Carrière
Darin se fait connaître en 2004 en tant que finaliste du télé-crochet suédois Idol. Signé sous le label Sony BMG, il publie en 2005 son premier album intitulé The Anthem et son premier single Money for Nothing. La même année, il obtient un grand succès commercial avec son deuxième album nommé Darin. Break the News, son troisième album, est publié en 2006. Darin signe alors un contrat avec EMI en Allemagne, Autriche et Suisse, label grâce auquel son single Insanity connaît le succès hors de la Scandinavie. C'est en 2008 que son quatrième album, Flashback, est publié. Il reçoit cependant moins de succès que ses précédents. En 2009, Darin signe avec une nouvelle maison de disques, Universal Music AB, et s'entoure de nouveaux producteurs tels que Tony Nilsson et Henrik Janson pour son cinquième album Lovekiller, sorti le 18 août 2010 en Suède. Cet album est certifié disque d'or dès sa première semaine de commercialisation.
En 2011, il resigne avec Ludovic Faroult et Midlands Artistic, société de management qui l'avait déjà accompagné pour ses premiers pas en 2009 en France.
Le 16 mai 2013, il a interprété Nobody Knows et son nouveau single So Yours lors de l'intermède de la 2e demi-finale du Concours Eurovision de la chanson 2013.
Le 25 septembre 2015, Darin sort son tout premier album en suédois Fjärilar i magen. Ce nouvel album a eu un énorme succès en Suède et s'est directement placé à la première place de la top list suédoise. Le premier single Ta mig tillbaka sorti en mars 2015 est certifié quadruple disque de platine.

## Discographie

### Albums studio
- 2002 : Darin Zanyar
- 2005 : The Anthem (disque de platine)
- 2005 : Darin (disque de platine)
- 2006 : Break the News (disque d'or)
- 2008 : Flashback
- 2010 : Lovekiller (disque de platine)
- 2013 : Exit (disque d'or)
- 2015 : Fjärilar i magen (disque d'or)
- 2017 : Tvilingen

### Singles
- 2005 : Money for Nothing
- 2005 : Why Does It Rain
- 2005 : Step Up
- 2005 : Who's That Girl
- 2006 : Want Ya!
- 2006 : Perfect
- 2006 : Homeless
- 2007 : Everything But the Girl
- 2007 : Desire
- 2007 : Insanity
- 2008 : Breathing Your Love (avec Kat DeLuna)
- 2009 : See U at the Club
- 2009 : Runaway
- 2009 : What If (avec Friends)
- 2009 : Viva La Vida
- 2010 : You're Out of My Life
- 2010 : Lovekiller
- 2010 : Microphone
- 2012 : Nobody Knows
- 2013 : Playing With Fire
- 2013 : Check You Out
- 2013 : So Yours
- 2014 : Mamma Mia !
- 2015 : Ta mig tillbaka
- 2015 : Juliet
- 2015 : Lagom

## Vie privée
Darin est ouvertement homosexuel